# Athletic Club Barnechea
Il Athletic Club Barnechea è una società calcistica cilena, con sede a Lo Barnechea. Milita nella Liga Chilena de Fútbol segunda División, la  terza serie del calcio cileno.

## Storia
È stato fondato nel 1929, nella sua storia ha vinto soltanto una Segunda División (Cile)  nella stagione 2016/2017, la Serie C cilena.

## Palmarès

### Competizioni nazionali
- Segunda División: 1

2016-2017

### Altri piazzamenti
- Copa Chile:

Semifinalista: 2018
- Primera B:

Secondo posto: 2013-2014
Terzo posto: 2012

## Rosa 2018-2019
| N. |                      | Ruolo | Calciatore          |
| -- | -------------------- | ----- | ------------------- |
| 1  | Germania (bandiera)  | P     | Robert Moewes       |
| 2  | Cile (bandiera)      | D     | Yonathan Parancán   |
| 3  | Cile (bandiera)      | D     | Francisco Tapia     |
| 4  | Cile (bandiera)      | D     | Nicolás Ortiz       |
| 5  | Cile (bandiera)      | D     | Maximiliano Riveros |
| 6  | Cile (bandiera)      | C     | Bayron Saavedra     |
| 7  | Cile (bandiera)      | C     | Camilo Rencoret     |
| 8  | Cile (bandiera)      | C     | Francisco Arriagada |
| 9  | Argentina (bandiera) | A     | Óscar Belinetz      |
| 11 | Cile (bandiera)      | A     | Alfonso Urbina      |
| 12 | Cile (bandiera)      | P     | Javier Cordero      |
| 13 | Cile (bandiera)      | D     | Henry Sanhueza      |
| 14 | Cile (bandiera)      | A     | Bayron Oyarzo       |
| 15 | Cile (bandiera)      | D     | Joaquín Díaz        |

| N. |                      | Ruolo | Calciatore        |
| -- | -------------------- | ----- | ----------------- |
| 16 | Cile (bandiera)      | C     | Roberto Reyes     |
| 17 | Cile (bandiera)      | C     | Manuel Rivera     |
| 18 | Cile (bandiera)      | A     | Allan Luttecke    |
| 19 | Cile (bandiera)      | C     | Franco Segovia    |
| 20 | Cile (bandiera)      | A     | Mario Briceño     |
| 21 | Cile (bandiera)      | C     | Mikel Arguinarena |
| 22 | Cile (bandiera)      | A     | Pablo Araya       |
| 23 | Argentina (bandiera) | P     | Joaquín Aylagas   |
| 24 | Uruguay (bandiera)   | D     | Joaquín Pereyra   |
| 25 | Cile (bandiera)      | C     | Hugo Herrera      |
| 26 | Cile (bandiera)      | C     | Nicolás Pichulmán |
| 27 | Cile (bandiera)      | D     | Hardy Cavero      |
|    | Argentina (bandiera) | C     | Isaac Merlo       |

## Giocatori celebri
- Sebastián Montesinos